# Dorothe Engelbretsdatter
Dorothe Engelbretsdatter (Bergen, 16 gennaio 1634 – Bergen, 19 febbraio 1716) è stata una scrittrice norvegese.
Scrisse principalmente inni e poesie di natura prettamente religiosa. È stata la prima donna norvegese riconosciuta come scrittrice, oltre che la prima femminista norvegese prima ancora che il femminismo divenisse un concetto riconosciuto.

## Biografia
Dorothe Engelbretsdatter nacque a Bergen, ed era la figlia del Rettore e Vicario, Engelbret Jørgenssøn  (1592–1659) e di Anna Wrangel. Suo padre fu inizialmente preside della scuola della cattedrale di Bergen, e successivamente decano della cattedrale stessa. Durante la sua giovinezza Dorothe trascorse un periodo di tempo a Copenaghen. Nel 1652 sposò Ambrosius Hardenbeck (1621–1683),  uno scrittore di teologia noto per i suoi elaborati sermoni funerari, successore di suo padre come Decano della Cattedrale nel 1659. Ebbero 5 figli maschi e 4 figlie femmine.